# 미카엘 세르베투스

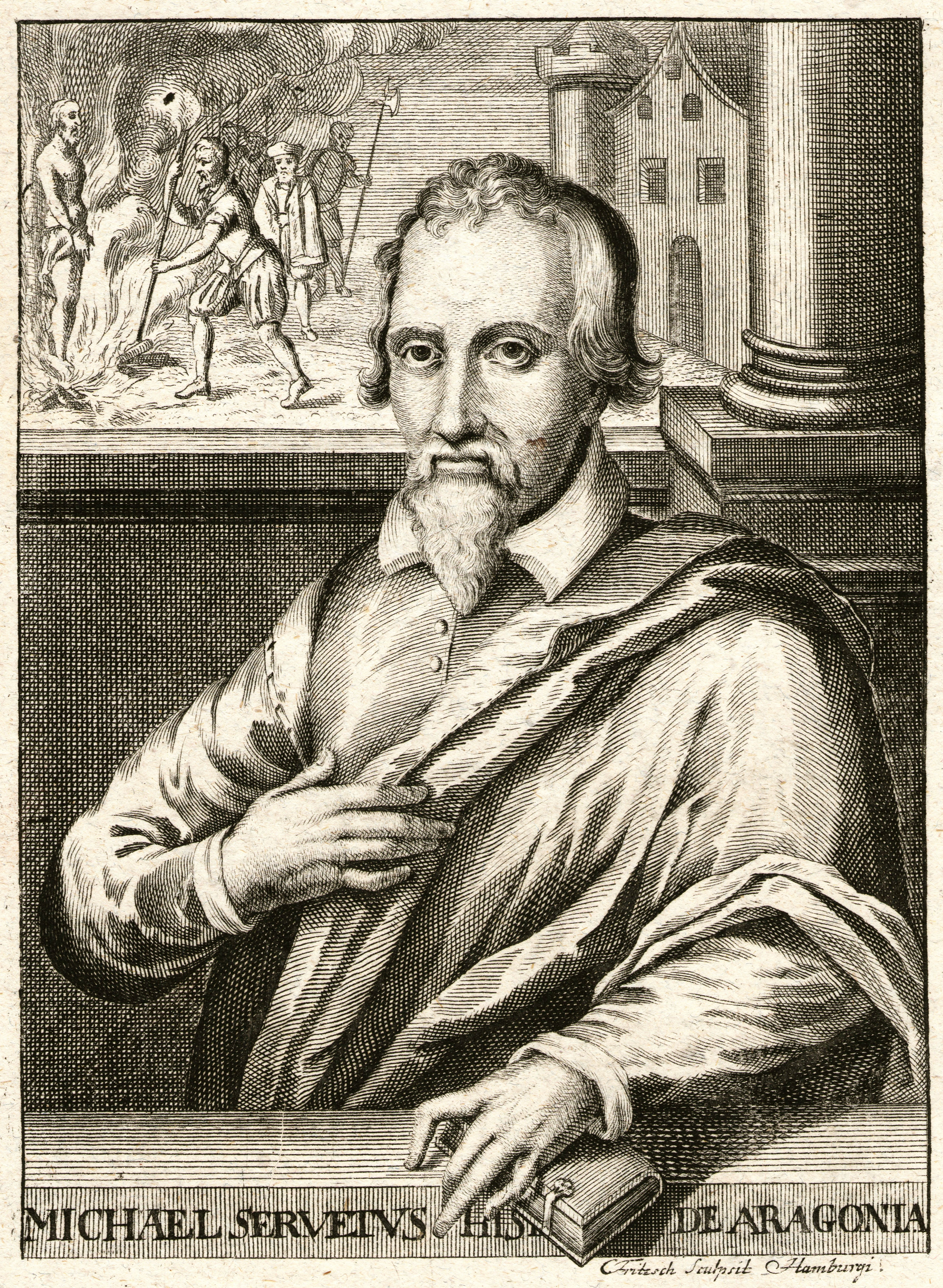
미카엘 세르베투스

세르베투스(Michael Servetus 또는 프랑스어 표기: Michel Servet 또는 스페인어 표기: Miguel Serveto; 1509년 혹은 1511년 9월 29일~1553년 10월 27일)는 스페인 아라곤 출신의 의학자이자 신학자이다. 

## 생애
미카엘 세르베투스는 아라곤왕국의 비야누에바 데 시에나에서 1509년 혹은 1511년에 태어났을 것으로 추정되며, 그는 당대처럼 법학을 공부하였다.
그가 법학도였을 때 삼위일체에 대하여 탐구하기 시작했다. 1530년 2월 후원자였던 프란체스코 수도회 수사 후안 데 킨타나를 따라 볼로냐에서 거행된 황제 카를 5세의 대관식에 참석했다. 당시 서방교회의 타락과 교황의 허세와 사치 그리고 이 세속적인 교황을 따르는 황제에 대해 실망한 그는 후원자를 떠나 리옹, 제네바, 바젤로 갔고 바젤과 스트라스부르에서 종교개혁 지도자인 요하네스 외콜람파디우스, 마르틴 부처, 볼프강 카피토 등을 만났다. 
1531년 그는 하나님이 삼위로 계시지 않는다고 주장하면서,  성경 전체에도 그런 삼위나 위격에 대한 말 한마디도 없다고 주장하였다. 또한 예수는 사람일 뿐이며 영원한 하나님의 아들이 아니다. 성신은 구별되지 않으며 하나님의 영이 이  세상에 보내진 것이라고 주장한 《삼위일체론의 오류：De Trinitatis erroribus libri vii》(1531)를 출간하였다. 그 책은 곧바로 신교에서 신성모독이며 오류라고 여기며, 금서로 지정되었다. 스페인 종교재판소 최고 의회는 그 책의 저자를 어떤 방법을 써서라도 스페인으로 잡아오라고 명령했다. 이에 세르베투스는 당시 영국의 식민지였던 미국으로 망명하려고 하였으나, 곧이어 미셸 드 빌뇌브라는 가명을 쓰며 20여년 동안 지냈다. 그는 천문학, 신학, 약학 등에도 관심이 있었으며, 약학과 신학의 역사에서 잘 알려져 있다. 1536년 파리에서 미술과 의학 분야에서 학위를 받고, 유럽에서 최초로 혈액의 폐순환을 기술했다. 프톨레마이오스의 《지리학 : Geographia》신판과 《시럽에 관한 일반론 : Syruporum universa ratio ad Galeni censuram diligenter expolita》을 기술하여 지리학, 의학 분야에서 뛰어난 전문 지식이 인정되었다. 
1548년 프랑스로 귀화했다. 그의 진정한 정체가 무엇인지 아는 사람은 없었고, 12년 동안 리옹 근처 비엔에서 평화롭게 지냈다. 1553년에는 칼뱅의《기독교 강요 : Institutio Christianae Religionis》에 정면으로 비난하는 《기독교 재건 : Christianismi Restitutio》이라는 책을 출판하였는데 그 책에서는 콘스탄티누스의 회심으로 시작된 교회와 국가 간의 엉겨붙음이야말로 교회의 가장 큰 비극이며 배교행위였음을 비난하고 삼위일체론자들은 악마의 세 우상을 예배하고 있는데, 이것은 신화에 등장하는 케르베로스처럼 머리가 셋 달린 괴물이라며 삼위일체 교리를 결의하였던 325년의 니케아 공의회는 하나님의 뜻에 정면으로 배치되는 것이라고 주장하였다. 또한 뒷부분에 장 칼뱅에게 보낸 긴 편지 30통을 실었다.

## 투옥과 화형
제네바의 한 신교도가 리옹에 사는 구교도 사촌에게 편지를 썼다. 그들의 편지에는 격렬한 감정이 오고 갔는데 구교도 사촌이 신교도 사촌에게 신교를 비방하자, 신교도 사촌은 구교도 사촌에게 이단자 세르베투스가 미셸 드 빌뇌브라는 가명으로 모범적인 교황의 추종자이자 대주교의 유력한 친우라며 폭로하였다.
그 구교도는 바로 교회 당국에 폭로하자 당국은 즉시 미셸을 소환하였고  미셸은 자신이 누구보다 교황에 충성하는 추종자라면서 변명을 하였다. 교회당국은 그 구교도에게 신교도 사촌에게 증거를 더 얻어오라면서 촉구하였고, 신교도 사촌이 간신히 칼뱅을 설득하여 편지를 얻어냈다. 결국 세르베투스는 결백을 호소하고 울기도 하며, 아첨하고 거짓말을 하기도 했지만 소용이 없었다. 감옥에서 재판을 기다리는 동안 세르베투스는 탈옥하였고, 교회 당국자들은 그를 대신하여 그의 초상을 화형시켰다. 
그는 제네바에 나타났고 현장에서 체포되어 소의회에서 칼뱅이 39개의 고발조항을 제출하여 재판을 했는데 당시 의장이던 아미 페랭과 파브르, 방델이 포함된 방종세력들과 함께 칼뱅을 제거하기 위해 제네바 목사회와 치열하게 논쟁했다. 세르베투스는 칼뱅이 소의회와 베르틀리에 사건으로 출교권을 놓고 갈등을 벌이는 것을 이용하여 칼뱅을 이단자로 고발하면서 칼뱅도 수감되어야 한다고 주장했다. 또 자신이 칼뱅으로 인해서 잃었던 손해를 칼뱅의 재산으로 배상해야 한다고 주장했다.  또한 그는 인간이 죄 없이 태어난다고 하며, 유아세례를 부정하고, 신이 아닌 인간이 스스로 구원을 결정한다고 주장했다.
세르베투스는 제네바 시민이 아니었고, 법적으로 추방될 수 있었다. 소의회는 구실을 찾기위해 자문을 구했다. 스위스 개혁간톤(취리히, 베른, 바젤, 샤프하우젠)과 상의했다. 스위스 개혁 칸톤 즉, 그들은 보편적으로 세르베투스의 교리에 대한 비난과 억압을 지지하여 화형에 처해야 한다고 했다. 장 칼뱅이 지지하는 모든 것에 반대하는 방종주의자들은 세르베투스의 처형을 강력히 지지하였다. 실제로 세르베투스를 규탄하는 공의회에서는 방종주의자 아미 페랭이 의장을 맡았고, 결국 10월 24일 세르베투스는 삼위일체와 유아 세례를 거부한 죄로 사형을 선고받았다. 칼뱅은 그를 화형하지 말고 참수할 것을 요청하였다. 하지만 이 탄원은 기각되었다. 1553년 10월 27일 세르베투스는 제네바 근교 샹펠에 산 채로 자신의 책더미 위에서 화형당했다. 그의 마지막 말은  "영원하신 하나님의 아들 예수여, 저에게 자비를 베푸소서"라고 기록되어었다.

1903년 처형지인 제네바 근교에 속죄기념비가, 1908년에 기념상이 그가 죽은 곳에서 약 5킬로미터 떨어진 프랑스의 도시 안마스에 세워졌다.